# Vejer de la Frontera
Vejer de la Frontera is een gemeente in de Spaanse provincie Cádiz in de regio Andalusië met een oppervlakte van 263 km². In 2007 telde Vejer de la Frontera 12.828 inwoners. Het dorp is met zijn kenmerkende witte huisjes een van de vele 'Pueblos Blanco's' die je overal in Andalusië ziet. In 2013 werd Vejer de la Frontera door Tripadvisor verkozen tot tweede mooiste dorp van Spanje, na Ronda.

## Demografische ontwikkeling
Bron: INE; 1857-2011: volkstellingen
Opm.: In 1940 werd Barbate de Franco een zelfstandige gemeente

## Kunst en cultuur
- Beeldenpark van de Fundación NMAC met moderne en hedendaagse beeldhouwkunst.

## Economie

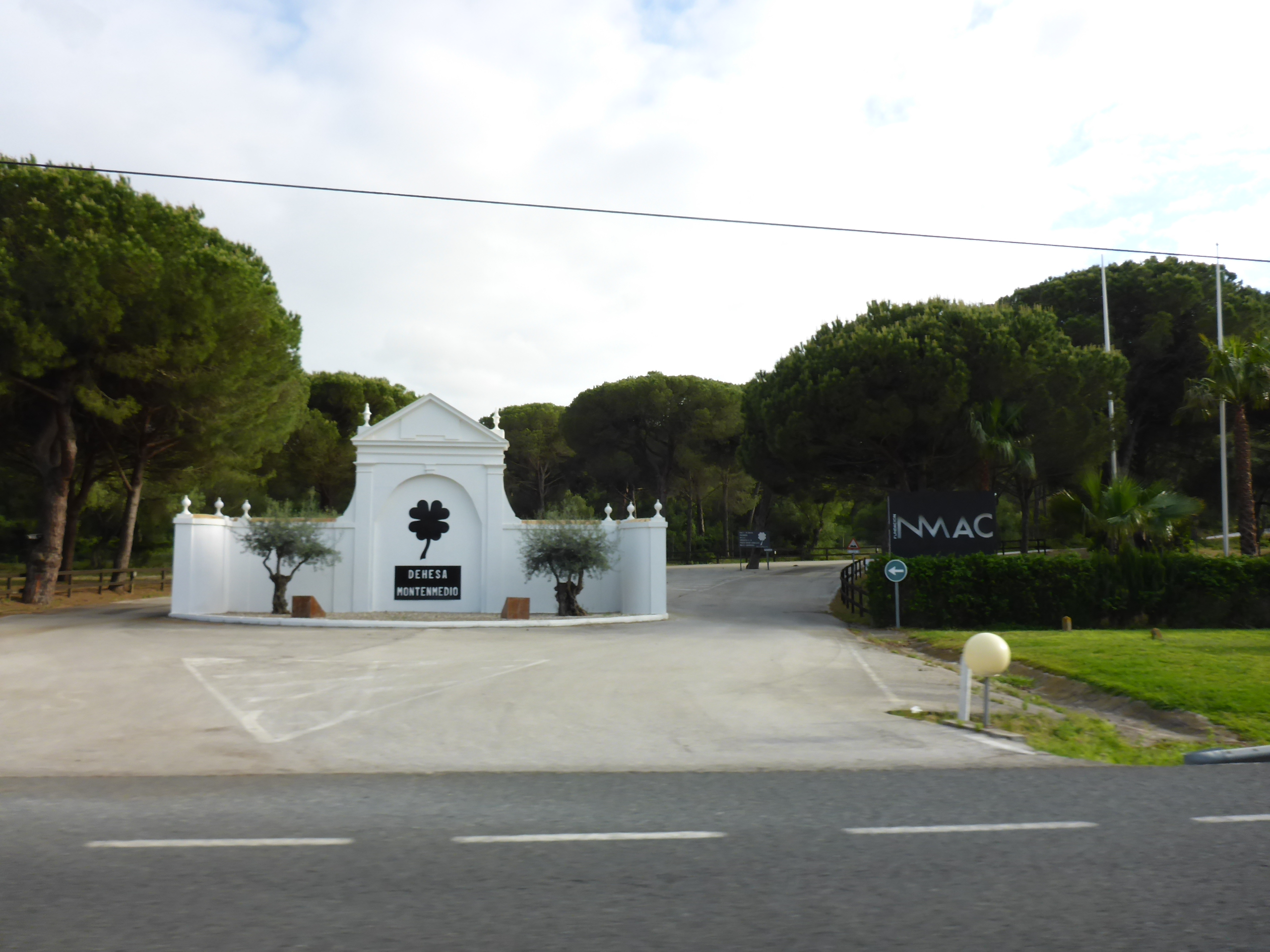
Toegang tot de Montenmedio Golf & Country Club en het Circuito Hípico del Sol.

Tegenwoordig leeft de bevolking van landbouw (in het algemeen granen, zoals gerst), wild vee (met name de heropleving van de rode race) en het toerisme dat het in de zomer ontvangt.
Andere activiteiten in het grote gemeentelijke gebied vallen ook op, zoals de Montenmedio Golf & Country Club en het Circuito Hípico del Sol de Montenmedio, dat al meer dan twintig jaar veel publiek trekt.